# Kanton Kingersheim
Kanton Kingersheim (fr. Canton de Kingersheim) je francouzský kanton v departementu Haut-Rhin v regionu Grand Est. Tvoří ho osm obcí. Zřízen byl v roce 2015.

## Obce kantonu
- Kingersheim
- Galfingue
- Heimsbrunn
- Lutterbach
- Morschwiller-le-Bas
- Pfastatt
- Reiningue
- Richwiller